# ميرا ميهليتش
ميرا ميهليتش، تُعرّف كذلك باسم ميرا كريمر بوك (14 يوليو 1912 - 4 سبتمبر 1985) كاتبة ومترجمة سلوفينية.

## سيرتها الشخصية
وُلدّت ميرا ميهليتش في سبليت في 14 يوليو 1912، التي كانت تتبع حينها الإمبراطورية النمساوية المجرية (حالياً ضمن كرواتيا) باسم ميرا كريمر. ذَهَبّت كريمر إلى المدرسة في ليوبليانا ودَرَسّت القانون لفترة. ثُمّ أصبحت كاتبة ومُترجمة محترفة، لتصبح واحدة من أشهر الشخصيات الأدبية السلوفينية في القرن العشرين. كما كانت عضوةً مُخضرمةً في جمعيات الكُتاب السلوفينيين والدوليين وشَغَلَت منصب رئيس جمعية الكتاب السلوفينيين ونادي القلم السلوفيني منذ 1973 كما شَغَلَت نائب رئيس نادي القلم الدولي. ويّعزو ذلك إلى حد كبير لجهودها في بدء الاجتماعات الدولية التي نظمتها منظمة القلم السلوفيني وهو حدث سنوي يستمر إلى اليوم. وقد توفيت ميرا في ليوبليانا في 1985.

## أعمالها

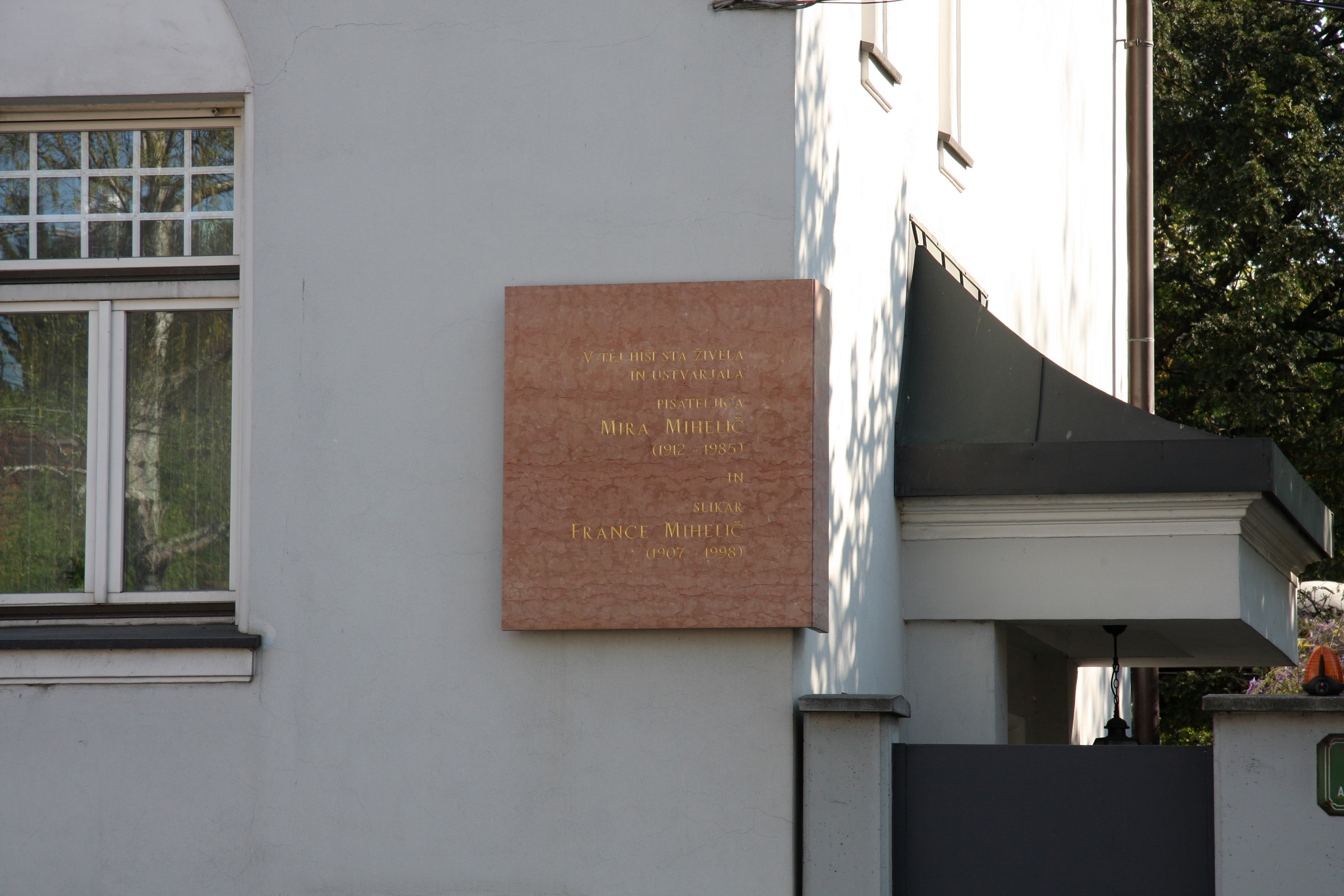
لوحة تعريفية على المنزل الذي قطنته ميرا وزوجها فرانس ميهليتش حيث أنتجا أعمالهما، ليوبليانا

تُقدم أول روايتين لميهليتش، «وجه في المرآة» (1941) و«المياه الهادئة» (1942) وصفاً للحياة في العالم الوثير والجو الأرستقراطي للتقاليد العائلية حيث تسود ثقافة الثروة المكتسبة إلى حد ما والاحترام والفخر. وسرعان ما اكتشفت وجهة نظرها الشخصية عن عالم الأدب الوصفي، الذي تقارن فيه الاحترام مع السخرية والحماس مع النفور والولاء الطبقي مع محاولات الهروب منه، إلخ. وتتنازع شخصياتها بين التقاليد والاحترام والتحكم في مشاعرهم من جهة والشهوة والطموح من جهة أخرى حيث يلعب الحب والتآمر والسلطة السياسية والثراء دوراً رئيسياً. تُمنّح مكانة خاصة للمرأة العصرية المتحررة والمستقلة التي تتمرد على الدور التقليدي للمرأة من جيل أمها وجدتها لصالح الإشباع العاطفي، على الرغم من أن هذا لا يعني بالضرورة مثلنّة المرأة. مثال على ذلك هو بطلة روايتها (أبريل) في 1959، التي تدور أحداثها في الأشهر الأولى من الحرب العالمية الثانية. في روايتي «ناطحة للنساء الوحيدة» (1969) و«عودوا يا أبنائي» (1972) طورّت المفارقة في أوصافها للشخصيات والإيماءات. تدور الرواياتان التاريخيتان «غريب في إيمونا» (1978) و«طريق قَيصَريْن» (1981) عن المؤامرات في إيمونا القديمة وقصة حب عاصرّت مؤتمر ليباخ على التوالي. أما روايتها الأخيرة «ساعات من أيامي» (1985) فتُصَنّف كمُذكرات. كما كَتَبّت روايات للقراء الصغار مثل «تعال عزيزي أرييل» (1965) «ليلة منتصف صيف بوهكوفا» (1972). في 1963، حصلت على جائزة سوفري عن ترجماتها إلى السلوفينية لرواية الضوء في أغسطس لويليام فوكنر و«انظر باتجاه البيت أيها الملاك» لتوماس وولف ومذكرات بكوك لتشارلز ديكنز. في 1983 فازت بجائزة بريشيرن للإنجاز مدى الحياة.
وقد كانت متزوجة من الرسام فرانس ميهليتش.

## أعمالها المختارة
- أبريل (1959)
- عودوا يا أبنائي (1972)
- لهب ودخان (1973)
- تعال عزيزي أرييل (1965)
- غريب في إيمونا (1978)
- طريق قَيصَريْن (1981)
- عالم بلا كراهية (1945) - مسرحية
- العملية (1950) - مسرحية
- ساعات من أيامي (1985)